# یواس‌اس ارتوسا (ای‌او-۷)
یواس‌اس ارتوسا (ای‌او-۷) (به انگلیسی: USS Arethusa (AO-7)) یک کشتی بود. این کشتی در سال ۱۸۹۳ ساخته شد.